# فرزند

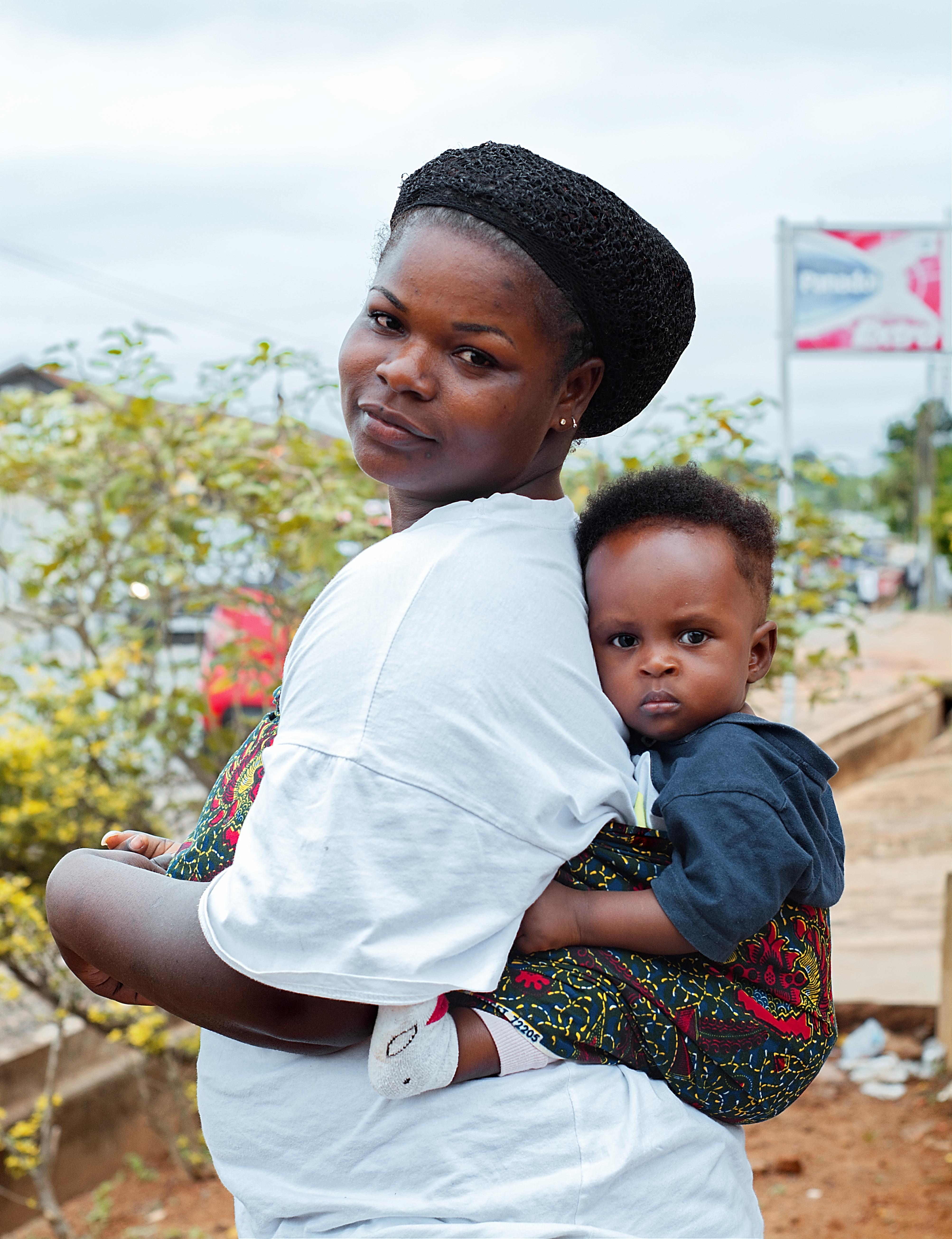
مادر و فرزند

در زیست‌شناسی، زادگان زاده‌های جوان جاندار‌ان زنده‌اند، که یا توسط یک جاندار یا در مورد تولیدمثل جنسی، از دو موجود زنده تولید می‌شوند.
فرزندان انبوه ممکن است به صورت کلی‌تری به عنوان مولد شناخته شوند. این می‌تواند به مجموعه‌ای از فرزندان همزمان اشاره کند، مانند جوجه‌هایی که از یک دسته تخم بیرون آمده‌اند، یا به همه فرزندان، مانند زنبور عسل.
فرزندان انسان، (زادگان) به عنوان کودکان نامیده می‌شوند (بدون اشاره به سن، بنابراین می‌توان به «فرزندان خردسال» یا «فرزندان بزرگسال» یا «فرزندان شیرخوار» یا «فرزندان نوجوان» والدین بستگی به سن آنها اشاره کرد). فرزندان جنس نر، پسر و فرزندان جنس ماده، دختر هستند (رجوع کنید به خویشاوندی). فرزندان می‌توانند پس از جفت‌یابی یا پس از لقاح مصنوعی ایجاد شوند.
.

## منابع

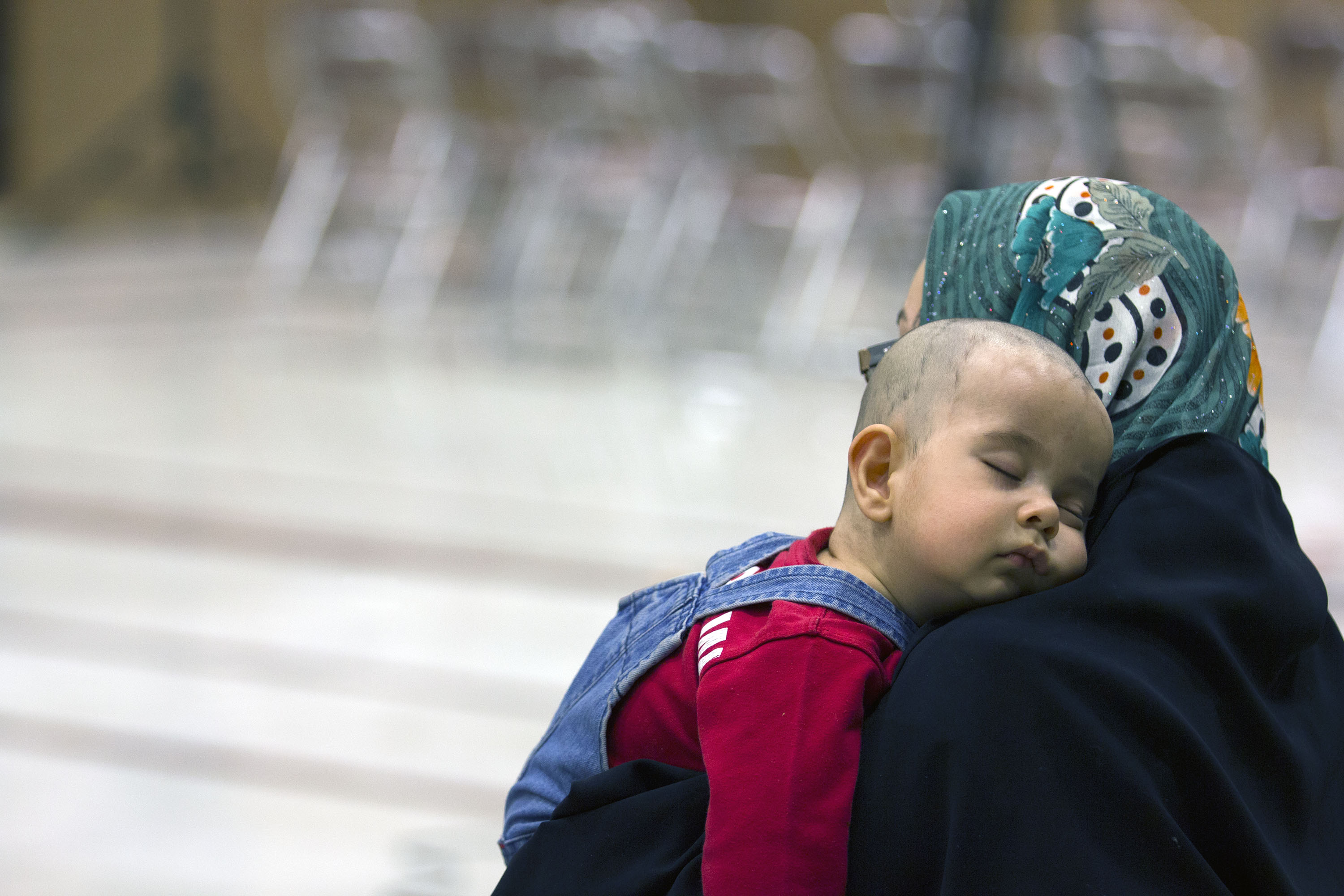
پسر بچه‌ای در بغل مادر
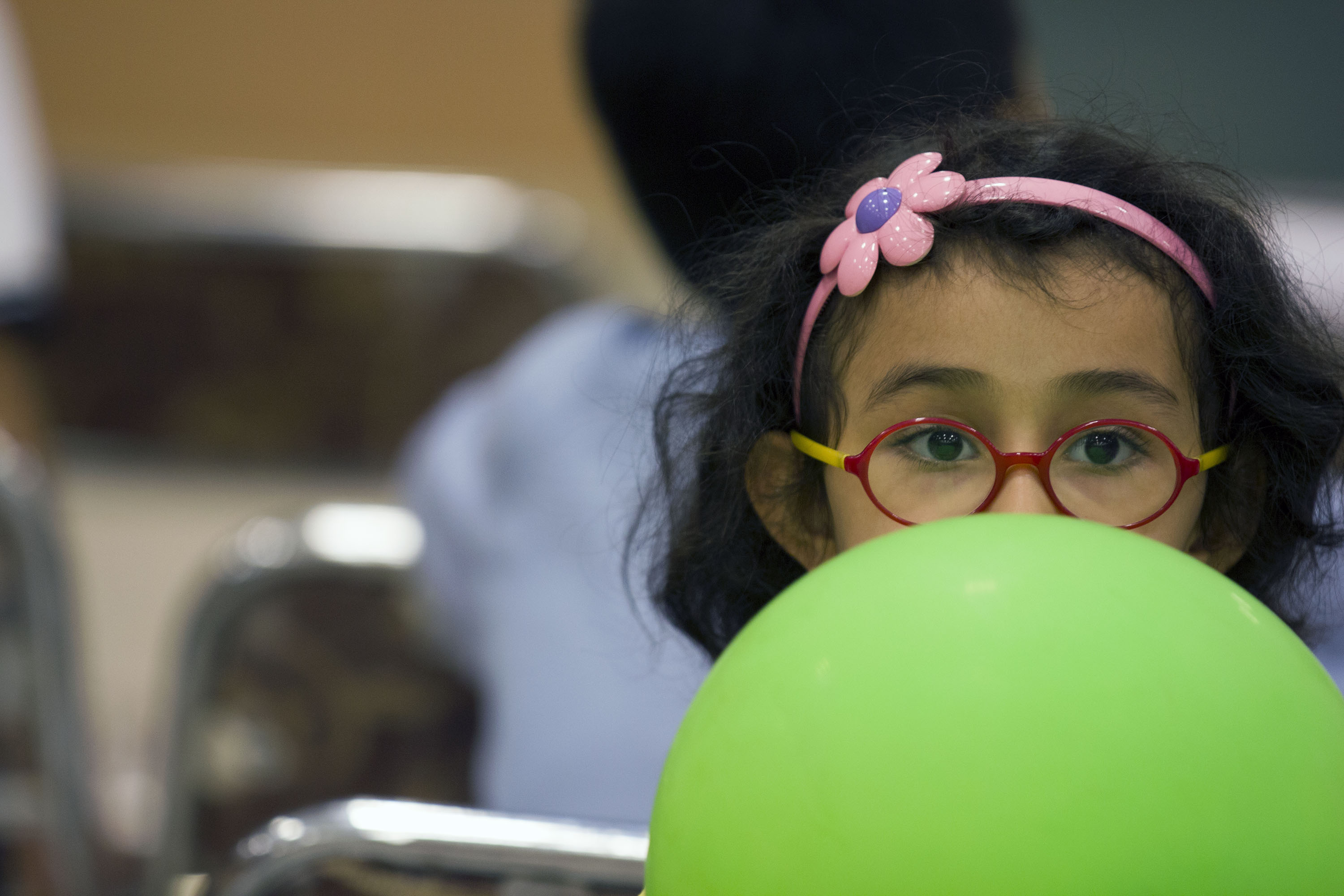
دختربچه‌ای در حال بازی
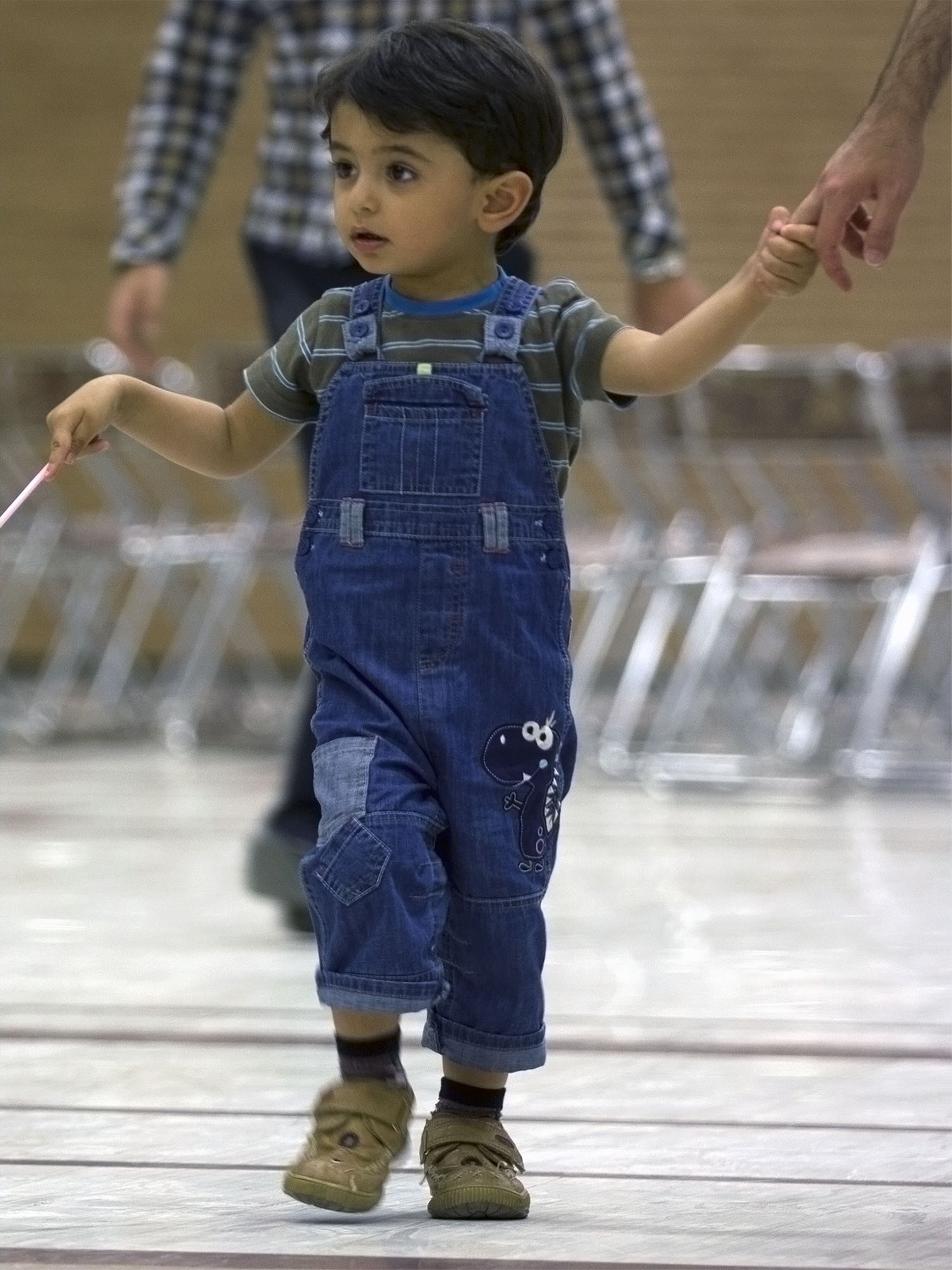
تصویر یک پسربچه
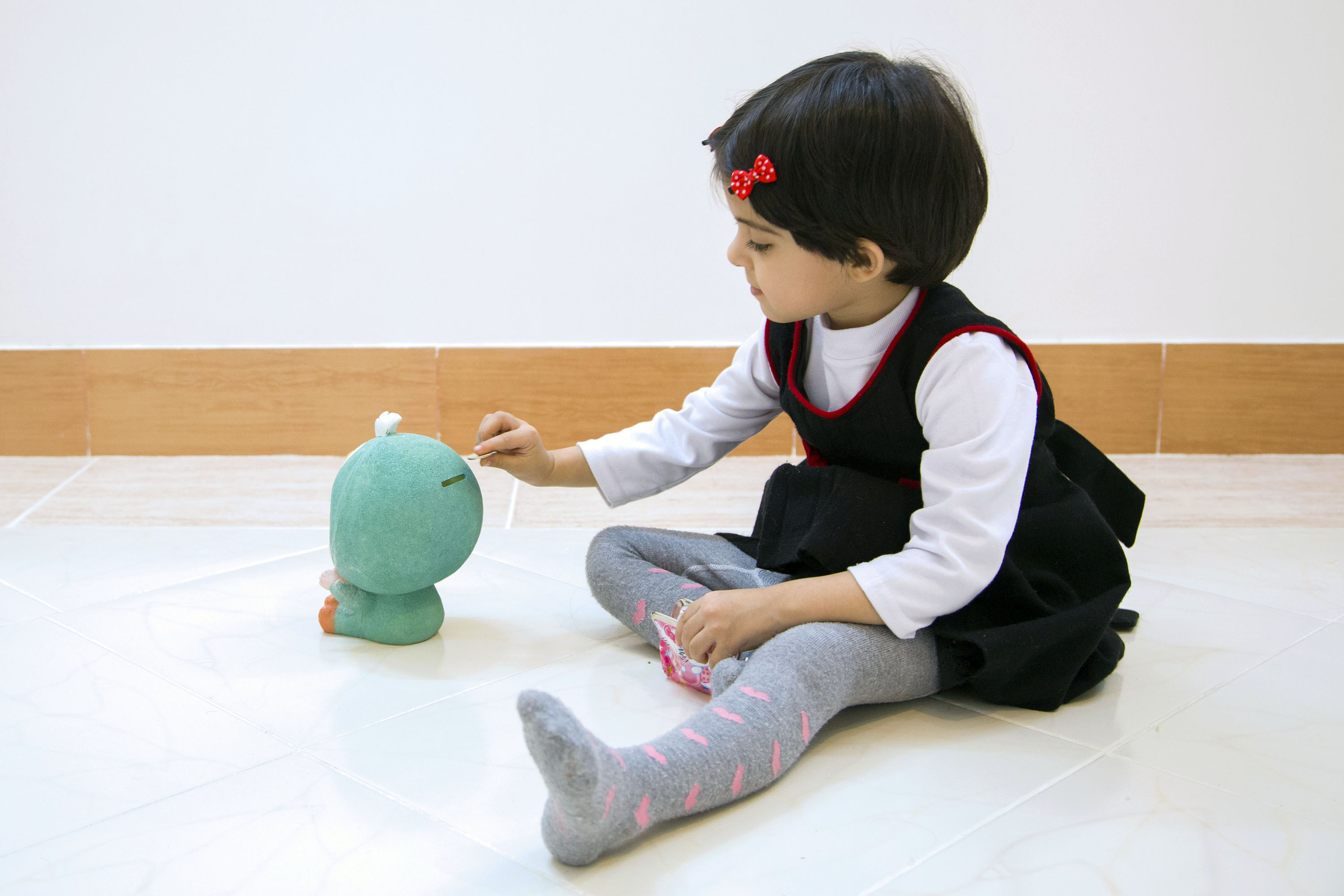
یک دختر بچه در حال بازی
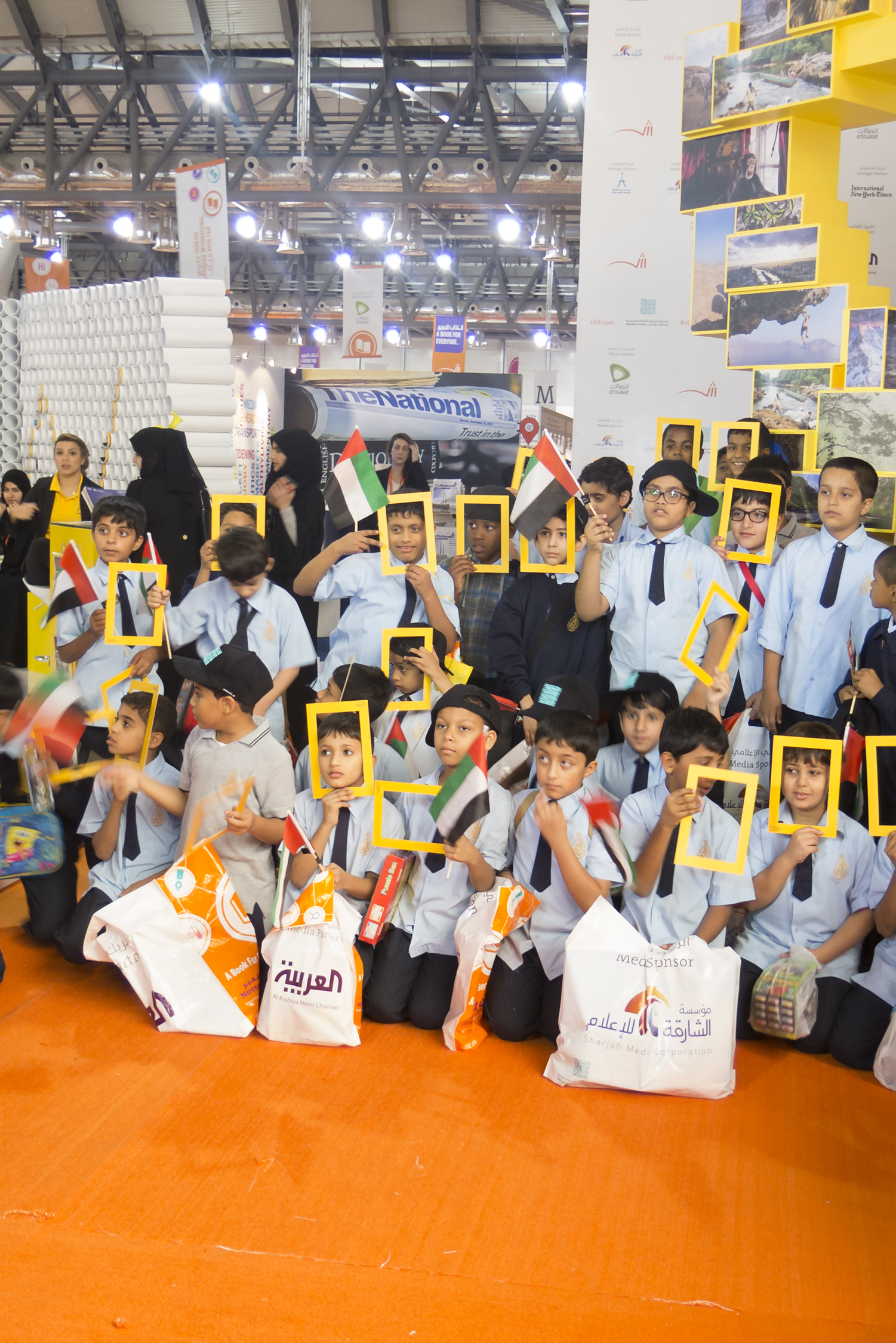
کودکان در غرفه نشنال ژئوگرافی در نمایشگاه بین‌المللی شارجه
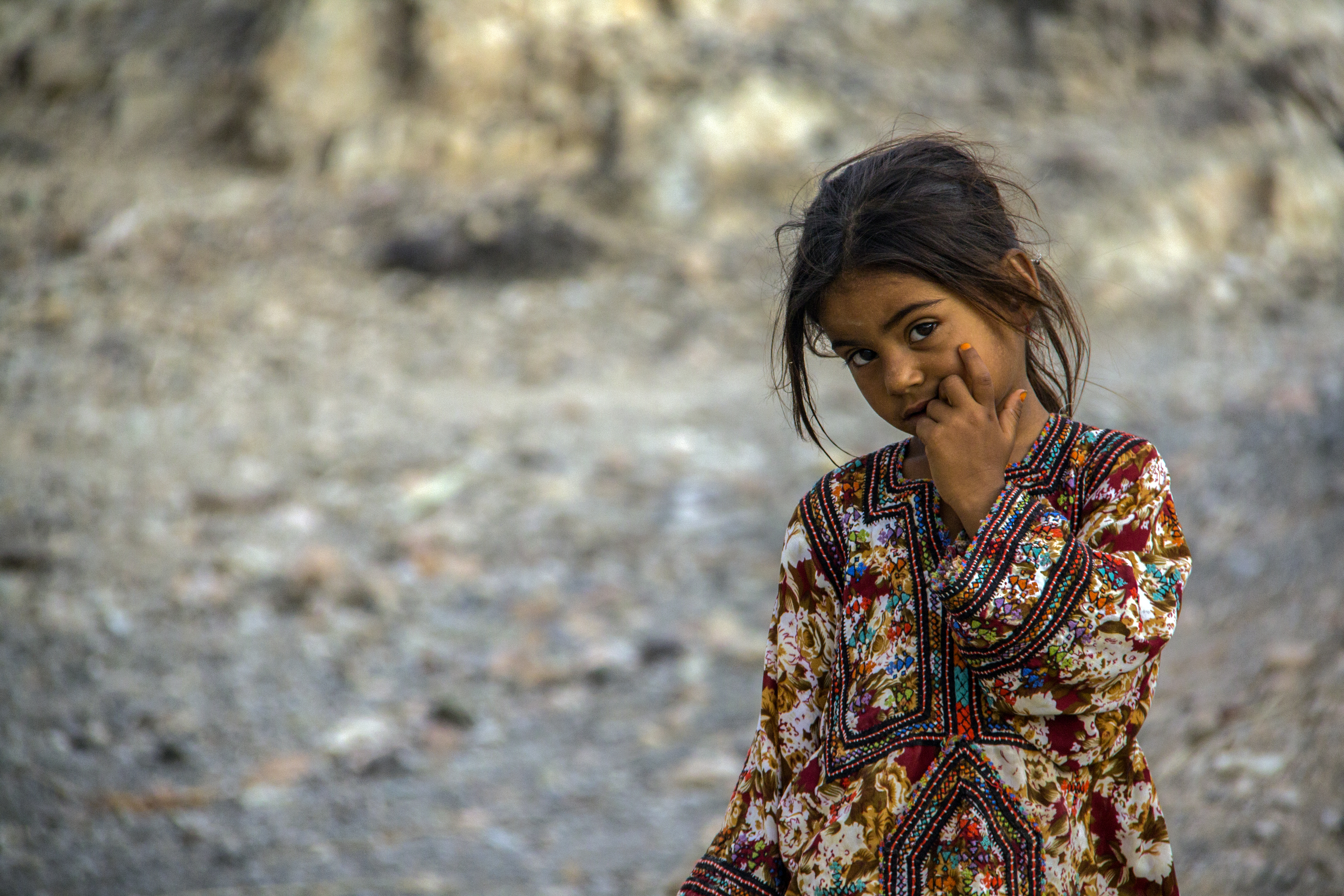
دختربچه ایرانی اهل جنوب کرمان با لباس بلوچی
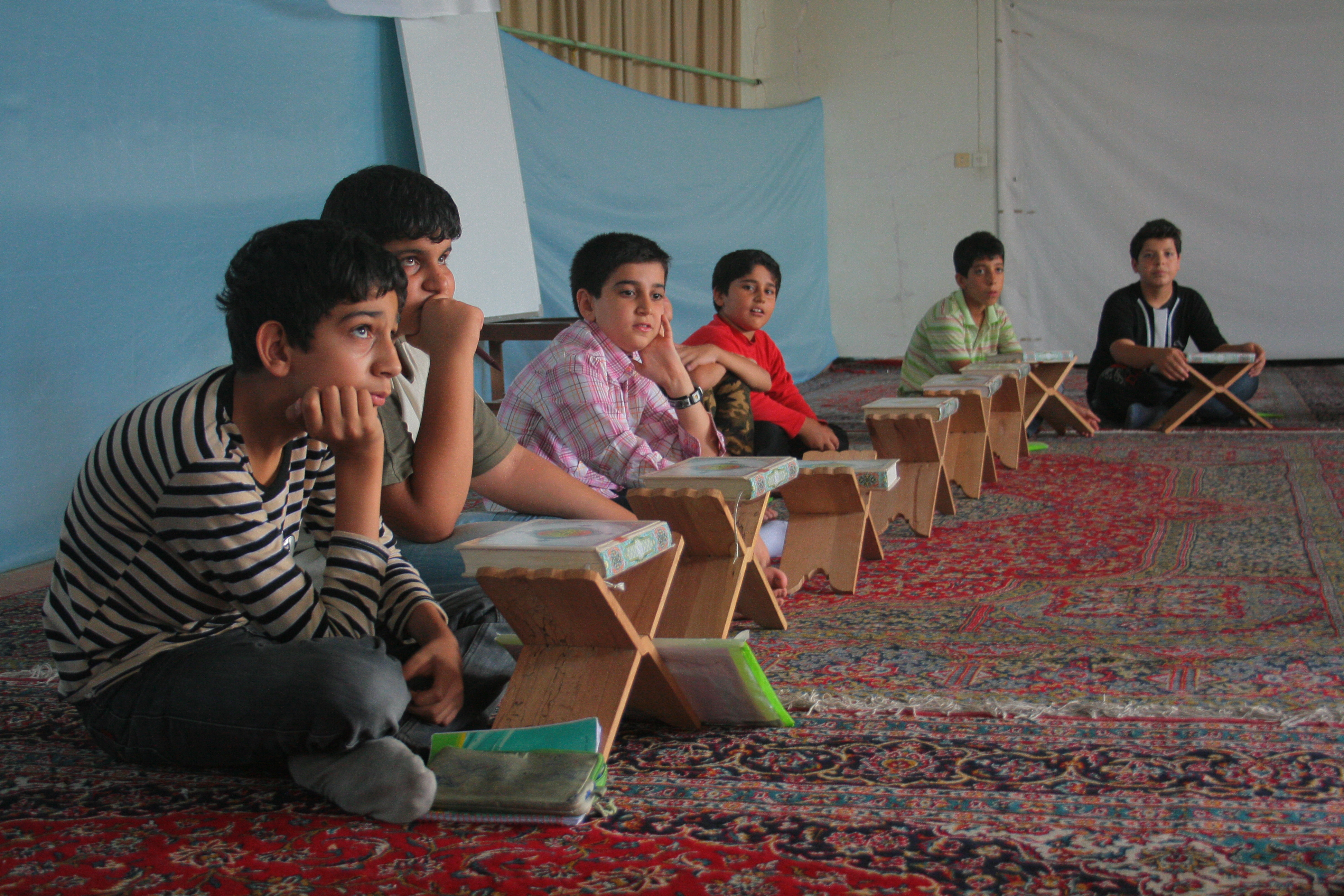
کودکان در یک مسجد در حال یادگیری قرآن